# Franklin (Illinois)
Franklin es una villa situada en el condado de Morgan, Illinois, Estados Unidos. Tiene una población estimada, a mediados de 2023, de 595 habitantes.

## Geografía
Franklin se encuentra ubicada en las coordenadas 39°37′14″N 90°02′52″O / 39.62056, -90.04778. Según la Oficina del Censo, tiene una superficie de 2.15 km², correspondientes en su totalidad a tierra firme.

## Demografía
Según el censo de 2020, en ese momento había 610 personas residiendo en la localidad. La densidad de población era de 283.72 hab./km². El 94.92% de los habitantes eran blancos, el 0.16% era afroamericano, el 0.49% eran de otras razas y el 4.43% eran de una mezcla de razas. Del total de la población, el 0.66% eran hispanos o latinos de cualquier raza.